# Slaget ved Mikatagahara
Slaget ved Mikatagahara (三方 ヶ 原 の 戦 い, Mikatagahara no tatakai) (25. januar 1573; Tōtōmi-provinsen, Japan) var en af de mest berømte slag i Takeda Shingens kampagner og en af de bedste demonstrationer af hans kavaleri-baserede taktik. Det var også et af Tokugawa Ieyasus værste nederlag, og fuldstændig katastrofe blev kun snævert afværget.
I henhold til den japanske kalender blev slaget udkæmpet den 22. dag i den 12. måned i det tredje år af Genki.

## Baggrund
I oktober 1572, efter at have indgået alliancer med sine rivaler mod øst (den senere Hōjō-klan af Odawara og Satomi-klanen i Awa), og efter at have ventet på, at sneen skulle lukke de nordlige bjergpas mod hans nordlige rival, Uesugi Kenshin, førte Takeda Shingen en hær på 30.000 mand syd fra sin hovedstad Kōfu ind i Tōtōmi-provinsen, mens Yamagata Masakage førte en anden styrke på 5.000 mand ind i det østlige del af Mikawa-provinsen. De erobrede hurtigt Yoshida Slot og Futamata Slot.
Shingen blev konfronteret af Tokugawa Ieyasu, der havde sin base på Hamamatsu Slot med 8.000 mand foruden yderligere 3.000 mand forstærkninger modtaget fra hans allierede, Oda Nobunaga. Takedas intention var imidlertid ikke at angribe Ieyasu eller beslaglægge Hamamatsu; snarere ønskede han at undgå konflikter om muligt for at redde sine styrker for at kunne ødelægge Nobunaga og marschere mod Kyoto.

## Første angreb
Mod rådene fra Sakuma Nobumori, Hiraide Norihide og Takigawa Kazumasu, som blev sendt af Nobunaga, og af hans egne generaler, Ogasawara Nagayoshi, Matsudaira Ietada, Honda Tadakatsu, Sakai Tadatsugu og Ishikawa Kazumasa nægtede Ieyasu at lade Takeda tillade passerer uhindret gennem sit territorium og samlede sine styrker på en høj slette kaldet Mikatagahara, lige nord for Hamamatsu.
I henhold til Kōyō Gunkan, den moderne Takeda-militære historie, overgik Shingen Ieyasu i forholdet 3:1 og organiserede sine mænd i gyorin-formationen (魚鱗, fiskeskala) og for at lokke sin modstander til at angribe. Ieyasus tropper blev arrangeret i en linje. Oyamada Nobushige var i Shingens fortrop, efterfulgt af Naitō Masatoyo og Yamagata Masakage. Den tredje linje blev kommanderet af Katsuyori og Obata Masamori, mens Baba Nobuharu var i den fjerde.
Omkring klokken fire om eftermiddagen begyndte sne at falde, og luntebøsserne åbnede ild sammen med et antal stenkastere. Skydevåben, der var nye i den japanske krigføring, var en faktor, der kunne skabe ubalance i krigsførelsen, og Ieyasu har måske forventet, at hans overlegne våben ville besejre Shingens taktiske forsøg. Naitō Masatoyo angreb Honda Tadakatsu. Imidlertid gennemførte Shingen derefter sit berømte kavaleriangreb: hans ryttere red mod skytterne og nåede dem. Tokugawa-styrkerne stod fast på venstre flanke til trods for mange skader, de allierede der var leveret som hjælp af Nobunaga blev overvældede, idet Hiraide Norihide dræbt, mens Takigawa og Sakuma flygtede fra slaget.

## Andet angreb
Shingen trak derefter sine fronttropper tilbage og gav dem en mulighed for at hvile og indsatte et nyt hold af ryttere ved at indlede et nyt angreb ledet af Takeda Katsuyori og Obata Masamori, med Saegusa Moritomo, der førte en 50-mand kavaleriangreb. De blev snart forenet med hovedstyrken i Takeda-hæren, der drev Tokugawa til et fuldt tilbagetog. Ieyasu sendte en af sine officerer, Ōkubo Tadayo, til at plante sin kæmpe gyldne fanestang (Uma-jirushi) for at tjene som et samlingspunkt ved Saigadake, hvor de høje sletter begyndte at aftage. Derefter forsøgte han at engagere Takeda-hæren for at befri sin fangede general Mizuno Tadashige, men blev overtalt af Natsume Yoshinobu til at trække sig tilbage; som leder af Tokugawa-klanen var Ieyasus liv for vigtigt. Yoshinobu førte derefter et angreb ind i Takeda-linjen og blev dræbt. Andre bemærkelsesværdige samurai-ofre blev gjort af Naruse Masayoshi, Toyama Kosaku og Endo Ukon.

## Tilbagetrækning
Da Tokugawa vendte tilbage til Hamamatsu Slot, var han ledsaget af kun fem mænd. Byen var på randen af panik, da rygter allerede havde nået Hamamatsu om, at slaget var gået dårligt. Ikke desto mindre beordrede Ieyasu, at slotsportene forblev åbne, og at bål skulle tændes for at lede den tilbagetrækkende hær tilbage til sikkerhed. Sakai Tadatsugu slog en stor krigstromme og forsøgte at skabe opmuntring for de tilbagevendende mænd i deres ædle og modige tilbagetog. Da Takeda-fortroppen, ledet af Baba Nobuharu og Yamagata Masakage, hørte trommerne og så bålene og de åbne porte, antog de, at Tokugawa planlagde en fælde, og derfor stoppede de og slog lejr for natten.
I løbet af natten angreb en lille gruppe på omkring hundrede Tokugawa-fodsoldater og 16 matchlock-skyttere under ledelse af Ōkubo Tadayo og Amano Yasukage Takeda-lejren [3] og kastede takedahærens fortrop i forvirring. Usikker på Tokugawa-styrkernes resterende styrke og var bekymret for, at forstærkninger fra Oda Nobunaga eller Uesugi Kenshin var på vej, besluttede Takeda Shingen at trække sine styrker tilbage til sine egne territorier og prøve igen året efter. Men for Shingen indtraf der aldrig noget opfølgende angreb på Hamamatsu, idet han blev dødeligt såret i januar 1573 i slaget ved Noda Slot.